# Jonathan Wheatley
Jonathan Wheatley (Beaconsfield, 7 maggio 1967) è un ingegnere e dirigente sportivo britannico, team principal della Sauber.

## Biografia
Wheatley ha iniziato la sua carriera nell'automobilismo all'inizio degli anni '90, nella scuderia di F1 Benetton come meccanico. Con il passaggio di proprietà del team alla Renault, è stato promosso a capo meccanico ricoprendo tale ruolo dal 2001 al 2006, quando poi è passato alla Red Bull.
Nell'agosto del 2024 Wheatley annuncia che a fine stagione lascerà la Red Bull per diventare il nuovo team principal della Sauber, che dal 2026 diventerà Audi.